# Great Whelnetham
Great Whelnetham – wieś w Anglii, w hrabstwie Suffolk, w dystrykcie West Suffolk. Leży 33 km na północny zachód od miasta Ipswich i 99 km na północny wschód od Londynu. Miejscowość liczy 820 mieszkańców.